# Cincloramphus
Cincloramphus là một chi chim trong họ Locustellidae.

## Các loài
- Cincloramphus cruralis
- Cincloramphus mathewsi